# 圣马夏尔德米朗博
圣马夏尔德米朗博（法語：Saint-Martial-de-Mirambeau，法語發音：[sɛ̃ maʁsjal də miʁɑ̃bo]，意为“米朗博的圣马夏尔”）是法国滨海夏朗德省的一个市镇，位于该省南部，属于容扎克区。

## 地理
圣马夏尔德米朗博（45°22'53"N, 0°35'35"W）面积9.08 平方千米，位于法国新阿基坦大区滨海夏朗德省，该省份为法国西部滨海省份，北起旺代省，西临大西洋，南至吉倫特省，东南接多爾多涅省，东北接德塞夫勒省接壤，东临夏朗德省。
与圣马夏尔德米朗博接壤的市镇（或旧市镇、城区）包括：米朗博、吉伦特河畔圣博内、圣迪藏迪布瓦、瑟米亚克、瑟穆萨克。

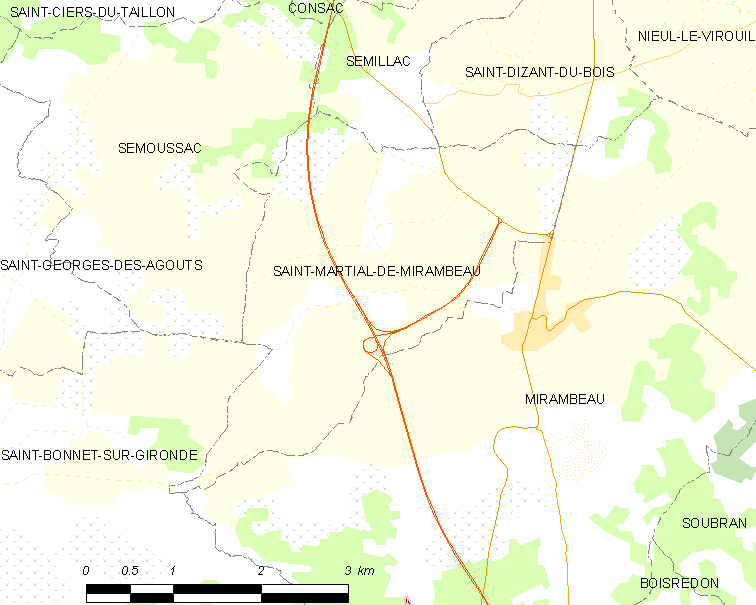
圣马夏尔德米朗博的OSM定位图

圣马夏尔德米朗博的时区为UTC+01:00、UTC+02:00（夏令时）。

## 行政
圣马夏尔德米朗博的邮政编码为17150，INSEE市镇编码为17362。

## 政治
圣马夏尔德米朗博所属的省级选区为蓬镇县。

## 人口

1962-2008年间圣马夏尔德米朗博人口变化图示

圣马夏尔德米朗博于2022年1月1日时的人口数量为301人。